# گی‌یرمو مونتسینوس
گی‌یرمو خوزه «ویلی» مونتِسینوس (اسپانیایی: Guillermo José "Willy" Montesinos Serrano‎؛ زادهٔ ۱۰ ژانویهٔ ۱۹۴۸) بازیگر اهل اسپانیا است.
از فیلم‌ها یا برنامه‌های تلویزیونی که وی در آن نقش داشته است، می‌توان به دردسر قریب‌الوقوع، بگو چطور شد، خون و شن، هفت روز در ژانویه، زنان در آستانه فروپاشی عصبی و همگی به‌سوی زندان اشاره کرد.